# 1689

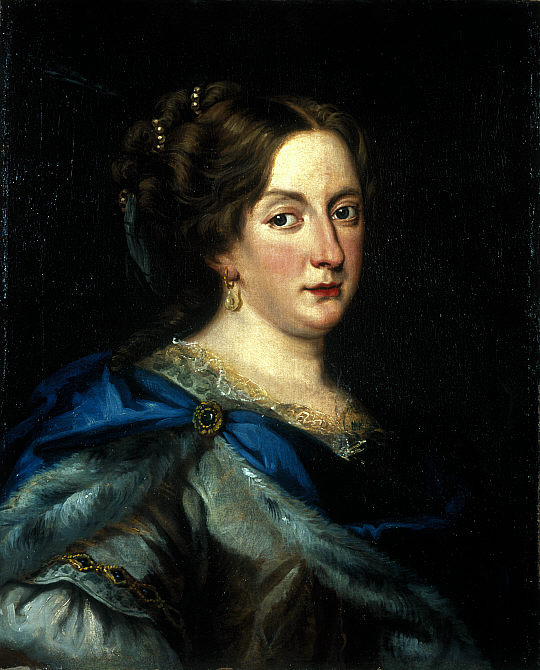
Rainha Cristina da Suécia. Pintura de Jacob Ferdinand Voet realizada c.1670-1675. Galeria Nacional da Escócia.

- Wikisource

| Calendário gregoriano                                                        | 1689 MDCLXXXIX                      |
| Ab urbe condita                                                              | 2442                                |
| Calendário arménio                                                           | 1138 – 1139                         |
| Calendário bahá'í                                                            | -155 – -154                         |
| Calendário budista                                                           | 2233                                |
| Calendário chinês                                                            | 4385 – 4386 Início a 21 de janeiro  |
| Calendário copta                                                             | 1405 – 1406                         |
| Calendário etíope                                                            | 1681 – 1682                         |
| Calendários hindus - Vikram Samvat - Calendário nacional indiano - Cáli Iuga | 1744 – 1745 1610 – 1611 4789 – 4790 |
| Calendário Holoceno                                                          | 11689                               |
| Calendário islâmico                                                          | 1100 – 1101                         |
| Calendário judaico                                                           | 5449 – 5450                         |
| Calendário persa                                                             | 1067 – 1068                         |
| Calendário rúnico                                                            | 1939                                |
| Calendário solar tailandês                                                   | 2232                                |

1689 (MDCLXXXIX, na numeração romana)  foi um ano comum do século XVII do actual Calendário Gregoriano, da Era de Cristo, e a sua letra dominical foi B (52 semanas), teve início a um sábado e terminou também a um sábado.
| Ano completo                   |
| ------------------------------ |
| Ano comum com início ao sábado |

## Eventos
- 11 de Janeiro - O Parlamento de Inglaterra depõe o rei Jaime II.

## Nascimentos
- 18 de Janeiro - Filósofo e político francês Montesquieu.
- 22 de Outubro - Rei João V de Portugal.
- Sebastião de Abreu Pereira de Brito e Castro - Clérigo e juiz português (m. 1755).

## Mortes
- 19 de Abril - Rainha Cristina da Suécia, em Roma.
- 12 de Agosto - Papa Inocêncio XI.

## Por tema
- 1689 na literatura